# Élections législatives de 1902 en Vaucluse
Les élections législatives de 1902 ont eu lieu les 27 avril et 11 mai.

## Élus
|   | Circonscription | Député sortant                      |  | Groupe parlementaire      | Député élu         |  | Groupe parlementaire       |
| - | --------------- | ----------------------------------- |  | ------------------------- | ------------------ |  | -------------------------- |
| 1 | Apt             | Émile Abel-Bernard                  |  | Groupe radical-socialiste | Émile Abel-Bernard |  | Gauche radicale-socialiste |
| 2 | Avignon         | Joseph-Gaston Pouquery de Boisserin |  | Non inscrit               | Gaston Coulondre   |  | Gauche radicale-socialiste |
| 3 | Carpentras      | Gustave Delestrac                   |  | Gauche démocratique       | Paul Vialis        |  | Gauche radicale-socialiste |
| 4 | Orange          | Paul Faure                          |  | Gauche démocratique       | Marius Loque       |  | Gauche radicale            |

## Résultats à l'échelle du département
| Partis         | Partis                    | Premier tour | Premier tour | Deuxième tour | Deuxième tour | Sièges |
| Partis         | Partis                    | Voix         | %            | Voix          | %             | Sièges |
| -------------- | ------------------------- | ------------ | ------------ | ------------- | ------------- | ------ |
|                | Radicaux socialistes      | 22 746       | 38,39        | 31 550        | 50,96         | 4      |
|                | Radicaux                  | 16 833       | 28,41        | 17 733        | 28,64         | 0      |
|                | Parti nationaliste        | 12 766       | 21,54        | 12 610        | 20,37         | 0      |
|                | Socialistes indépendants  | 4 179        | 7,05         |               |               | 0      |
|                | Parti socialiste français | 2 293        | 3,87         | 0             |               |        |
|                | Parti ouvrier français    | 436          | 0,74         | 0             |               |        |
|                | Divers                    |              |              | 15            | 0,02          | 0      |
|                |                           |              |              |               |               |        |
| Inscrits       | Inscrits                  | 79 147       | 100,00       | 79 147        | 100,00        | 4      |
| Votants        | Votants                   | 60 030       | 75,85        | 62 692        | 79,21         |        |
| Abstentions    | Abstentions               | 19 117       | 24,15        | 16 455        | 20,79         |        |
| Blancs et nuls | Blancs et nuls            | 777          | 1,29         | 784           | 1,25          |        |
| Exprimés       | Exprimés                  | 59 253       | 98,71        | 61 908        | 98,75         |        |

## Résultats par arrondissement

### Arrondissement d'Apt
| Candidat       | Candidat           | Parti              | Premier tour | Premier tour | Deuxième tour | Deuxième tour |
| Candidat       | Candidat           | Parti              | Voix         | %            | Voix          | %             |
| -------------- | ------------------ | ------------------ | ------------ | ------------ | ------------- | ------------- |
|                | Émile Abel-Bernard | Radical socialiste | 4 785        | 44,48        | 6 017         | 51,86         |
|                | Georges Laguerre   | PN                 | 2 992        | 27,81        | 5 585         | 48,14         |
|                | Allec              | Radical            | 2 545        | 23,66        | Retrait       | Retrait       |
|                | Paul Lamy          | POF                | 436          | 4,05         |               |               |
|                |                    |                    |              |              |               |               |
| Inscrits       | Inscrits           | Inscrits           | 15 301       | 100,00       | 15 301        | 100,00        |
| Votants        | Votants            | Votants            | 10 873       | 71,06        | 11 778        | 76,98         |
| Abstention     | Abstention         | Abstention         | 4 428        | 28,94        | 3 523         | 23,02         |
| Blancs et nuls | Blancs et nuls     | Blancs et nuls     | 115          | 0,75         | 176           | 1,15          |
| Exprimés       | Exprimés           | Exprimés           | 10 758       | 70,31        | 11 602        | 75,83         |

### Arrondissement d'Avignon
| Candidat       | Candidat                            | Parti              | Premier tour | Premier tour | Deuxième tour | Deuxième tour |
| Candidat       | Candidat                            | Parti              | Voix         | %            | Voix          | %             |
| -------------- | ----------------------------------- | ------------------ | ------------ | ------------ | ------------- | ------------- |
|                | Joseph-Gaston Pouquery de Boisserin | Radical            | 7 503        | 39,61        | 8 862         | 45,87         |
|                | Gaston Coulondre                    | Radical socialiste | 4 459        | 23,54        | 9 364         | 48,47         |
|                | Joseph Gardair                      | PN                 | 4 109        | 21,69        | 1 093         | 5,66          |
|                | Puech                               | SI                 | 2 869        | 15,15        | Retrait       | Retrait       |
|                |                                     |                    |              |              |               |               |
| Inscrits       | Inscrits                            | Inscrits           | 25 653       | 100,00       | 25 653        | 100,00        |
| Votants        | Votants                             | Votants            | 19 239       | 75,00        | 19 608        | 76,44         |
| Abstention     | Abstention                          | Abstention         | 6 414        | 25,00        | 6 045         | 23,56         |
| Blancs et nuls | Blancs et nuls                      | Blancs et nuls     | 299          | 1,17         | 289           | 1,13          |
| Exprimés       | Exprimés                            | Exprimés           | 18 940       | 73,83        | 19 319        | 75,31         |

### Arrondissement de Carpentras
| Candidat       | Candidat         | Parti              | Premier tour | Premier tour | Deuxième tour | Deuxième tour |
| Candidat       | Candidat         | Parti              | Voix         | %            | Voix          | %             |
| -------------- | ---------------- | ------------------ | ------------ | ------------ | ------------- | ------------- |
|                | Des Isnards      | PN                 | 5 665        | 43,13        | 5 932         | 44,90         |
|                | Paul Vialis      | Radical socialiste | 3 585        | 27,29        | 7 266         | 54,99         |
|                | Gabriel Bertrand | PSF                | 2 293        | 17,46        | Retrait       | Retrait       |
|                | Ignace           | Radical socialiste | 1 593        | 12,13        | Retrait       | Retrait       |
|                | Divers           | Divers             |              |              | 15            | 0,11          |
|                |                  |                    |              |              |               |               |
| Inscrits       | Inscrits         | Inscrits           | 16 376       | 100,00       | 16 376        | 100,00        |
| Votants        | Votants          | Votants            | 13 220       | 80,73        | 13 337        | 81,44         |
| Abstention     | Abstention       | Abstention         | 3 156        | 19,27        | 3 039         | 18,56         |
| Blancs et nuls | Blancs et nuls   | Blancs et nuls     | 84           | 0,51         | 124           | 0,76          |
| Exprimés       | Exprimés         | Exprimés           | 13 136       | 80,21        | 13 213        | 80,69         |

### Arrondissement d'Orange
| Candidat       | Candidat       | Parti              | Premier tour | Premier tour | Deuxième tour | Deuxième tour |
| Candidat       | Candidat       | Parti              | Voix         | %            | Voix          | %             |
| -------------- | -------------- | ------------------ | ------------ | ------------ | ------------- | ------------- |
|                | Marius Loque   | Radical socialiste | 7 395        | 45,04        | 8 903         | 50,09         |
|                | Paul Faure     | Radical            | 6 785        | 41,32        | 8 871         | 49,91         |
|                | Barbier        | SI                 | 960          | 5,85         | Retrait       | Retrait       |
|                | Gent           | Radical socialiste | 929          | 5,66         | Retrait       | Retrait       |
|                | Cudel          | SI                 | 350          | 2,13         |               |               |
|                |                |                    |              |              |               |               |
| Inscrits       | Inscrits       | Inscrits           | 21 817       | 100,00       | 21 817        | 100,00        |
| Votants        | Votants        | Votants            | 16 698       | 76,54        | 17 969        | 82,36         |
| Abstention     | Abstention     | Abstention         | 5 119        | 23,46        | 3 848         | 17,64         |
| Blancs et nuls | Blancs et nuls | Blancs et nuls     | 279          | 1,28         | 195           | 0,89          |
| Exprimés       | Exprimés       | Exprimés           | 16 419       | 75,26        | 17 774        | 81,47         |